# Athlétic Club arlésien
Pour les articles homonymes, voir ACA.
Maillots
L'Athletic Club arlésien est un club de football français situé à Arles et fondé le 19 décembre 1912.
Le club naît en 1912 sous le nom originel d'Athletic Club arlésien, de la fusion de trois clubs omnisports basés dans différents quartiers d'Arles : la Pédale joyeuse, Arles Auto-Vélo et Arles Sports, créés quelques années auparavant. Deux décennies après sa création, le club accède à la division d'honneur (Ligue du Sud-Est), en s'y maintenant jusqu'au début de la Seconde Guerre mondiale. Les Arlésiens s'installent alors durablement au sein de l'élite régionale. Ils réalisent une brève apparition en Championnat de France amateur en 1954-1955, et manquent de peu d'y revenir les années suivantes. Finalement, le club y parvient en 1965 et s'y maintient cinq saisons.
En 1970, le club arlésien bénéficie de la réforme de la seconde division pour y accéder pour la première fois de son existence. Il s'y stabilise pendant les années 1970, malgré un aller-retour en troisième division entre 1975 et 1977. Le club est relégué en Division 3 en 1979, puis en Division 4 en 1981 et 1984. Promu en D3 en 1992, puis relégué deux fois, le club évolue à la fin des années 1990 en CFA 2, le 5e échelon du football français. En 2005, Michel Estevan est nommé entraîneur. Il mène son équipe en CFA en 2006, en National en 2007, puis en Ligue 2 deux ans plus tard. Troisième de ce championnat en 2010, le club accède pour la première fois à l'élite du football français. Marcel Salerno, actionnaire majoritaire, devient président. Estevan est licencié peu après, et le club est relégué en fin de saison.
En 2015, après quatre saisons en Ligue 2, les « Lions », surnom attribué aux joueurs du club entraîné par Victor Zvunka, sont relégués. Devant la situation financière critique du club, la DNCG rétrograde ce dernier en CFA, poussant la structure professionnelle au dépôt de bilan avant qu'une liquidation judiciaire de l'association ne renvoie l'équipe première en DHR, le septième échelon national. Après six années au Parc des Sports à Avignon, l'équipe première du club reprend résidence en 2015 au stade Fernand-Fournier à Arles, son ancien stade. Après être remonté en Régional 1 au cours la saison 2017-2018. Arles évolue en Régional 1 pour la saison 2022-2023.

## Histoire

### Genèse du club (1912)
L'Athletic Club Arles-Avignon est fondé le 19 décembre 1912 sous le nom d'Athletic Club arlésien avec la fusion des trois clubs de la ville : La Pédale joyeuse, Arles Auto-Vélo et Arles Sports.
En 1927, le club participe à son premier 32e de finale de Coupe de France en s'inclinant par 2 buts à 0 face au FC Mulhouse.
L'ACA accède à la division d'honneur de la Ligue du Sud-Est en 1933 et s'y maintient jusqu'à la guerre. En 1939 et pendant l'intégralité de la Seconde Guerre mondiale, le club est rebaptisé en Athletic Club arlésien de guerre à la suite d'une fusion entre le Club ouvrier et les Sports cheminots. Roger Mastrantuano, également champion de boxe, et Marcel Domingo (jusqu'en 1944) font leurs débuts à Arles tandis que Désiré Koranyi en devient l'entraîneur-joueur (1950-51) succédant à Dore Perelli.
Les « Lions » accèdent au CFA en 1954 sous la direction de l'entraîneur Louis Pons. En 1960, le club fusionne une nouvelle fois, avec la « Jeunesse sportive arlésienne » qui était entrainé par Honoré Autier, ancien joueur du FC Sète. Mal préparés, les joueurs d'André Baujard ne s'y attardent pas et retrouvent la Ligue du Sud-Est. Karl Lechner prend alors en main l'équipe. Trois saisons de rang, Arles remporte la poule Ouest de DH, mais échoue en finale de promotion en CFA face aux vainqueurs de la poule Est. Il faut attendre 1965 pour revoir Arles en CFA sous la direction de Jacques Sucré à la suite du succès en finale aller-retour de la Ligue du Sud-Est face à l'AC Port-de-Bouc (3-1, 2-1).

### De Maurice Jauffret à Patrick Chauvin (1967-2006)
Grâce à un recrutement pertinent, Arles se maintient cinq saisons en CFA alors que Louis Pons retrouve sa fonction d'entraîneur (1967-1970), tandis que Maurice Jauffret est porté à la présidence (1967-1981). Repêché en 1970 pour prendre part au premier championnat de D2 open, l'ACA se maintient dans l'antichambre de l'élite pendant sept saisons, entre 1970 et 1979 (D3 de 1974 à 1976, évitant, via un repêchage, une relégation en DH en 1975).
En 1969-1970, le club s'incline en huitièmes de finale de Coupe de France face au Limoges FC (0-5). René Exbrayat évoluait alors à la pointe de l'attaque arlésienne tandis que l'ancien international Daniel Charles-Alfred évoluait en défense. Cette équipe était alors dirigée par Louis Pons.
En 1977 et alors emmenés notamment par Mangué Cissé, les Lions s'inclinent 4 buts à 0 face à l'AS Cannes en 32e de finale de Coupe de France. Lors de la même saison, les arlésiens s'inclinent en finale de Coupe de Provence face à l'AS Aix.
Lors de la saison 1972-1973 toujours en 8es de finale de Coupe de France, Arles présidé par Michel Nasser et entrainé par l'ancien joueur professionnel de l'AS Monaco, Armand Forchério s'incline face à l'AS Saint-Étienne (7-0). Sous les ordres de Jean-Louis Saez, l'AC Arles monte successivement de Division 4 à Division 3 en 1992 et en National 1, l'année suivante.
En 2005, Michel Estevan démis de ses fonctions quelques mois auparavant du FC Martigues, remplace Jean-Louis Saez au poste d'entraîneur, qu'il occupait depuis 13 ans.

### Du CFA2 vers la Ligue 2 (2006-2009)
| \| Avignon Arles \| Localisation des villes d'Arles et Avignon |
| Avignon Arles                                                  |

En 2006, après cinq saisons passées en CFA 2, le club se hisse en CFA en se plaçant 3e du groupe D juste derrière les réserves professionnelles de Gueugnon et Nîmes. En 2007, l'AC Arles gagne le match face au Gap FC (1-0) ce qui est synonyme de montée en National. Les Arlésiens termineront à la 1re place de leur groupe B avec 96 points en devançant Croix de Savoie 74.
En 16es de finale de la saison 2007-2008 de la Coupe de France, les Arlésiens alors en National reçoivent, les Chamois niortais. À la fin de la prolongation (0-0), les tirs au but donnaient vainqueur l'Athletic Club arlésien (9-8). Au tour suivant, l'Amiens SC viendra stopper les hommes de Michel Estevan aux tirs au but (1-1 ; 4-2) après avoir battu l'AS Roquebrune, le Gap HAFC, le FC Vaulx-en-Velin, La Samaritaine, l'US Marignane et les Chamois niortais.
En octobre 2008, Jean-Marc Conrad devient le nouveau président du club arlésien et succède à Patrick Chauvin qui deviendra par la suite président de l'association.
À l'issue de la saison 2008-2009, les Lions arlésiens battent le FC Istres par 3 buts à 0 au Stade Parsemain alors invaincu à l'époque. Enfin après deux saisons passées en National, le club bat Rodez (1-0) lors de la 37e journée au stade Fernand-Fournier à Arles et se hisse à la 3e place du championnat en devançant l'AS Cannes de cinq points et accède donc pour la huitième fois de son histoire en Ligue 2.

### La professionnalisation (2009)

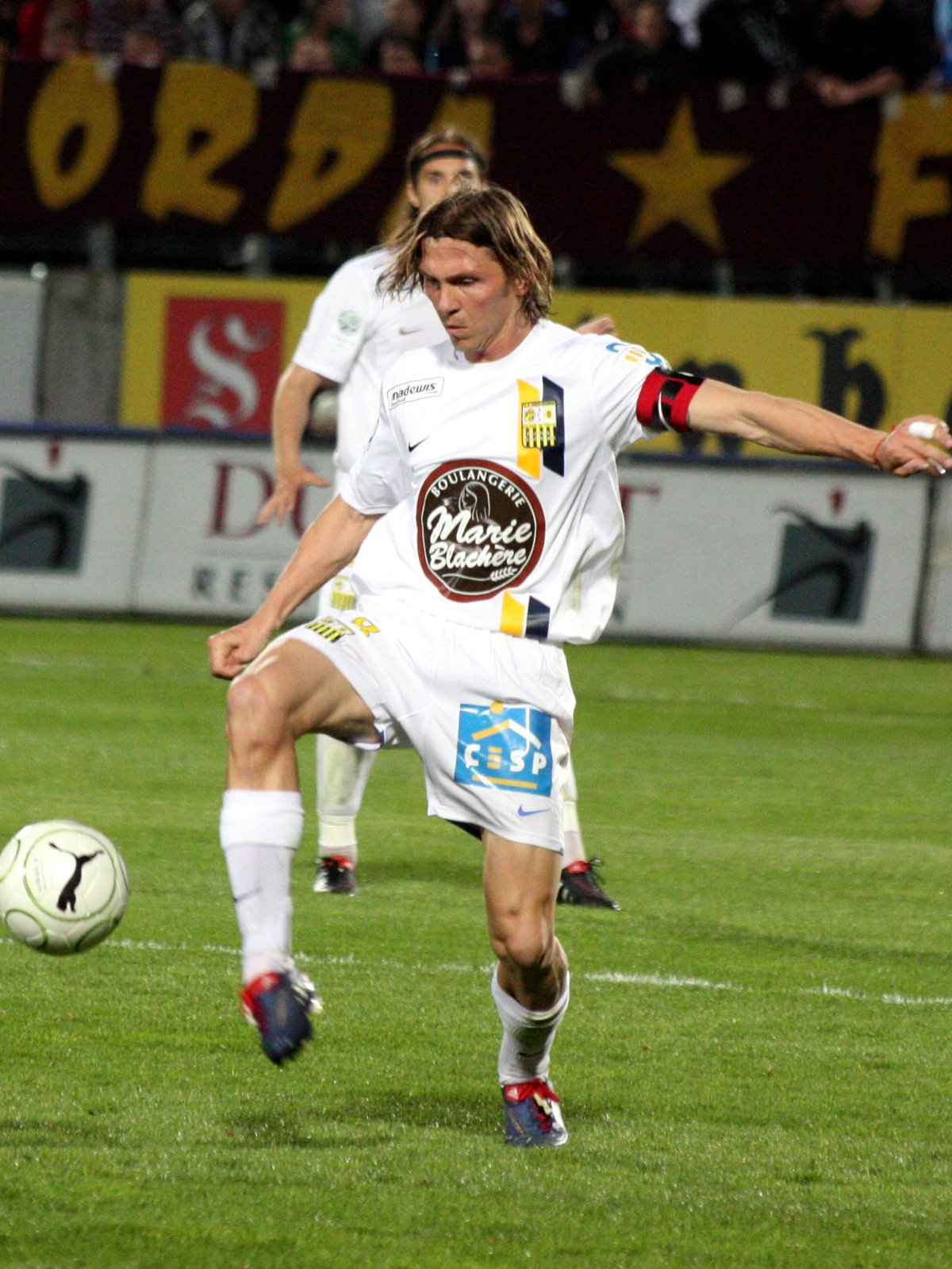
Sébastien Piocelle, capitaine de l'ACA en 2009

Le 16 juin 2009, l'Athletic Club arlésien est rebaptisé Athletic Club Arles-Avignon du fait que le club doit évoluer au Parc des Sports d'Avignon pour pouvoir jouer en Ligue 2. Le 23 juin 2009, la DNCG refuse d'accorder le statut professionnel au club mais le nom de celui-ci est officialisé le 2 juillet 2009, la DNCG lui accorde cette fois-ci le statut professionnel. Le 25 juillet 2009, le club participe à son premier match de Coupe de la Ligue et s'incline 5 buts à 0 face au Stade lavallois au tour préliminaire. Le 7 août 2009, l'AC Arles-Avignon dispute son premier match de Ligue 2 depuis la saison 1978-1979 face à Clermont et s'impose 2 buts à 1 au Stade Gabriel-Montpied.

### La montée en Ligue 1 (2010)
La saison 2009-2010 commence de très belle manière avec 9 points engrangés lors des 4 premiers matchs de la saison. Les Arlésiens s'installent alors dans la première partie de tableau, qu'ils ne quitteront plus. Toutefois, des résultats irréguliers font un temps douter de la capacité du club de se mêler à la lutte pour la montée. Mais lors de la 32e journée contre Le Havre, alors que l'équipe est menée 1 - 0 à la 86e minute, André Ayew, prêté par l'Olympique de Marseille, inscrit un doublé et relance les Lions pour la Ligue 1. Lors de la 34e journée, Arles-Avignon affronte alors le FC Metz au Stade Saint-Symphorien dans un match décisif. Une nouvelle fois menés 1 - 0, les joueurs de Michel Estevan réussissent à renverser les Messins et à arracher une victoire à la 90e minute par Maurice-Junior Dalé. Ils arrachent ainsi le ticket pour la Ligue 1 au détriment de leurs adversaires. Enfin lors de la dernière journée au Parc des Sports d'Avignon, et après deux matchs sans victoire (défaite à Châteauroux et match nul à Sedan), Benjamin Psaume donne la victoire face à Clermont Foot et fait donc monter pour la première fois de son histoire Arles-Avignon en Ligue 1. Malgré cette montée historique, Jean-Marc Conrad est démis de ses fonctions de président début juin 2010 pour avoir proposé un contrat jugé trop élevé pour le budget du club à Michel Estevan. Il est alors remplacé par les deux actionnaires majoritaires, Marcel Salerno et François Perrot. Rolland Courbis occupe un rôle de conseiller auprès de Marcel Salerno, cependant, il n'apparaîtra pas dans l’organigramme du club et livrera son analyse « en toute amitié ».
| \| C.Merville J-A.Fanchone B.Soro F.Pavón F.Laurenti J.Aït Ben Idir C.Meriem D.N'Diaye B.Psaume F.Dja Djédjé Y.Kermorgant \| Équipe-type de la saison 2010-2011 |
| C.Merville J-A.Fanchone B.Soro F.Pavón F.Laurenti J.Aït Ben Idir C.Meriem D.N'Diaye B.Psaume F.Dja Djédjé Y.Kermorgant                                          |

La montée en Ligue 1 est officialisée par la DNCG quelques semaines plus tard. Quelques semaines après le renvoi de Jean-Marc Conrad, Michel Estevan est confirmé à son poste après de longues tergiversations de la direction du club. Comme la saison précédente, l'intersaison est marquée par un recrutement pléthorique. Le club, ayant un budget limité, engage comme à son habitude des joueurs « revanchards » tels que Camel Meriem, Elamin Erbate, Yann Kermorgant, deux champions d'Europe grecs, Angelos Basinas et Angelos Charisteas, deux anciens joueurs du Real Madrid, Alvaro Perez Mejia et Francisco Pavón ainsi que l'espoir montpelliérain Rémy Cabella. À la suite de la démission de Robert Duverne, alors entraîneur-adjoint, Michel Estevan est finalement démis de ses fonctions en raison de nombreux différends avec le président, Marcel Salerno. Le 1er octobre 2010, Faruk Hadžibegić est nommé entraîneur.

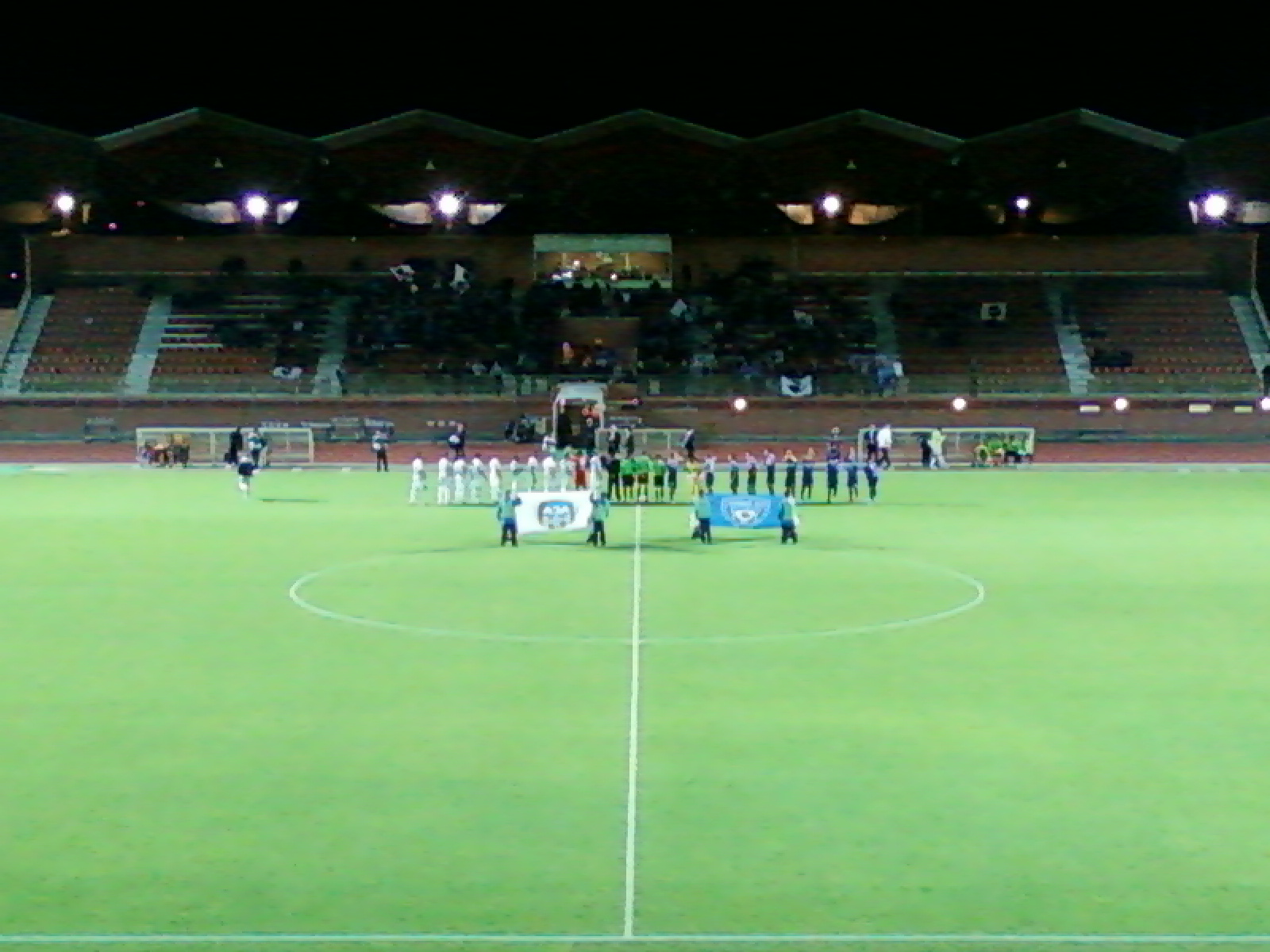
L'équipe (en blanc) lors du match contre le SC Bastia du 28 octobre 2011 au Stade Dominique-Duvauchelle

À l'issue des matchs aller, l'équipe occupe la dernière place et semble irrémédiablement condamnée à la descente en Ligue 2. Après 22 journées, l'Athlétic-Club ne dispose en tout et pour tout que de 8 points, ce qui constitue quasiment le record du plus petit nombre de points marqués en Ligue 1, avec une seule victoire (3-2 contre Caen, à l’occasion de la 12e journée), un retard de 16 points sur le premier non relégable et de 13 points sur l'AS Monaco, 19e. Après le succès de Monaco au Parc des Sports le 2 avril 2011 (0-2), Faruk Hadžibegić a reconnu que « l’équipe n’était pas au niveau de la Ligue 1 ». Arles-Avignon est mathématiquement relégué en Ligue 2 dès le 17 avril 2011, après sa défaite contre le Valenciennes Football Club (0-1). Depuis que la Ligue 1 est passée à 20 clubs, jamais une équipe n’avait été sûre aussi tôt de sa relégation : l'équipe compte 22 points de retard sur Monaco, premier non-relégable, à 7 journées de la fin,.

### Les années Ligue 2 (2011-2015)
Après un bon début de saison 2011-2012, notamment avec un large succès face au Racing Club de Lens (3-0), les hommes de Faruk Hadžibegić retombent dans leurs travers. L'entraîneur sera remercié puis remplacé par Thierry Laurey. L'équipe reste invaincue (17 matchs) jusqu'au 4 mai 2012 et une défaite (3-0) au Stade de la Beaujoire pour le compte de la 36e journée de Ligue 2. Le 11 mai 2012, l'AC Arles-Avignon assure son maintien en battant le FC Metz à domicile sur le score de 1 à 0.
La saison suivante, le club réalise un bon début de saison mais, après une série de cinq défaites, l'entraîneur Thierry Laurey est remercié. Après un intérim assuré par Pierre Mosca, Franck Dumas est nommé entraîneur.
Début juillet 2014, le président Marcel Salerno officialise un partenariat d'envergure avec l'AS Monaco FC pour une durée de trois années. Cela inclut donc des échanges, et notamment des prêts, de joueurs dans les deux sens.

### Retour au statut amateur (depuis 2015)
Pour la saison 2014-2015, le club recrute des joueurs expérimentés tels que Pascal Chimbonda, Gaël Givet, Jonathan Zebina, ou encore Mamadou Niang et des joueurs prometteurs de la formation de l'AS Monaco, les résultats sont cependant décevants. Malgré une seule défaite lors des sept premières journées, le club reste dans la zone de relégation à partir de la dixième journée sans plus jamais la quitter et finit dernier de la phase aller avec deux victoires. L'arrivée de Victor Zvunka comme entraîneur ne change rien le club provençal termine à la dernière place du championnat. Relégué sportivement en National, il est finalement rétrogradé en CFA, n'ayant pas obtenu gain de cause pour une réintégration. La première journée de CFA est marquée par une défaite 5-0 face à l'US Colomiers, club relégué en CFA, également pour des raisons extrasportives. Le 16 octobre 2015, après sept journées de championnat, le club connaît une liquidation judiciaire et est relégué en DHR par la FFF.
Après avoir passé deux saisons en Régional 2, l'équipe parvient au cours de la saison 2016-2017 à être promu en Régional 1 pour y jouer lors de la saison 2017-2018. Le club nomme alors Carlos Ortega à la tête de l'équipe première. Après un début de saison très compliqué, les Arlésiens finissent mieux avec huit rencontres sans défaite, ce qui a permis à l'équipe d'être sauvée sportivement mais reléguée administrativement avec trois points de pénalité. À l'été 2018 Adel Chedli succède à Carlos Ortega sur le banc de l'équipe première. Arles évolue en Régional 2 au cours de la saison 2018-2019 et après une saison correcte l'ACA termine sixième de Régional 2. Lors de la trêve estivale, le président Mickaël Del Moral démissionne de son poste puis Olivier Reuilly est élu président début juillet 2019. À la tête de l'équipe première, l'ACA enregistre le retour au club de Jean-Luc Douvegheant pour la saison 2019-2020 en Régional 2. Après une première partie de saison très compliquée avec 5 défaites en 8 matchs, ce qui place l'ACA en dernière position, à la trêve de Noël le président décide de limoger Jean-Luc Douvegheant de ses fonctions et de le remplacer par Adil El Koudry.
La saison 2019/2020 fut interrompue en mars 2020 à cause de la pandémie de COVID-19. Dernier de R2 à ce moment-là, l’ACA profite des points de pénalité de l’Olympique Rovenain pour se maintenir en Régional 2 pour la saison 2020-2021. La saison 2020-2021 sera elle aussi interrompu au mois d’octobre, la FFF annonce par la suite une saison blanche, ce qui maintient l’AC Arles en Régional 2 pour la saison 2021-2022.
Pour cette nouvelle saison, le 24 avril, le club annonce le retour de Michel Estevan à la tête de l’équipe première (lui qui a connu la professionnalisation du club). Dès la première saison du retour Michel Estevan, le club parvient à accéder en Régional 1, en terminant champion de Régional 2. Au cours de la saison 2022-2023, l'ACA ne passe pas loin de l'accèssion en N3 mais une défaite sur le terrain de Vence lors des dernières journée de championnat met fin à tous espoir d'accession. 

## Parcours en championnat
La frise chronologique suivante montre l'évolution des championnats de la Fédération française de football et de la Ligue de football professionnel auxquels l'Athlétic Club arlésien a participé au cours de son histoire. Les noms des championnats et le nombre de niveaux ont évolué au cours des années. Pour les championnats nationaux, se reporter à l'article football en France, pour les championnats régionaux, à l'article Ligue Auvergne-Rhône-Alpes de football.

## Identité du club

### Historique du nom
|  |  |  |  |  |  |  |  |  |  |  |  | La Pédale Joyeuse (Jusqu'en 1912) | La Pédale Joyeuse (Jusqu'en 1912) | La Pédale Joyeuse (Jusqu'en 1912) | La Pédale Joyeuse (Jusqu'en 1912) | La Pédale Joyeuse (Jusqu'en 1912) | La Pédale Joyeuse (Jusqu'en 1912) |  |  |  |  |  |  |  |  |  |  | Arles Auto-Vélo (Jusqu'en 1912)         | Arles Auto-Vélo (Jusqu'en 1912) | Arles Auto-Vélo (Jusqu'en 1912) | Arles Auto-Vélo (Jusqu'en 1912) | Arles Auto-Vélo (Jusqu'en 1912) | Arles Auto-Vélo (Jusqu'en 1912) |  |  |  |  |  |  |  |  |  |  | Arles Sports (Jusqu'en 1912) | Arles Sports (Jusqu'en 1912) | Arles Sports (Jusqu'en 1912) | Arles Sports (Jusqu'en 1912) | Arles Sports (Jusqu'en 1912) | Arles Sports (Jusqu'en 1912) |  |  |  |  |  |  |  |  |  |  |  |  |
|  |  |  |  |  |  |  |  |  |  |  |  | La Pédale Joyeuse (Jusqu'en 1912) | La Pédale Joyeuse (Jusqu'en 1912) | La Pédale Joyeuse (Jusqu'en 1912) | La Pédale Joyeuse (Jusqu'en 1912) | La Pédale Joyeuse (Jusqu'en 1912) | La Pédale Joyeuse (Jusqu'en 1912) |  |  |  |  |  |  |  |  |  |  | Arles Auto-Vélo (Jusqu'en 1912)         | Arles Auto-Vélo (Jusqu'en 1912) | Arles Auto-Vélo (Jusqu'en 1912) | Arles Auto-Vélo (Jusqu'en 1912) | Arles Auto-Vélo (Jusqu'en 1912) | Arles Auto-Vélo (Jusqu'en 1912) |  |  |  |  |  |  |  |  |  |  | Arles Sports (Jusqu'en 1912) | Arles Sports (Jusqu'en 1912) | Arles Sports (Jusqu'en 1912) | Arles Sports (Jusqu'en 1912) | Arles Sports (Jusqu'en 1912) | Arles Sports (Jusqu'en 1912) |  |  |  |  |  |  |  |  |  |  |  |  |
|  |  |  |  |  |  |  |  |  |  |  |  |                                   |                                   |                                   |                                   |                                   |                                   |  |  |  |  |  |  |  |  |  |  |                                         |                                 |                                 |                                 |                                 |                                 |  |  |  |  |  |  |  |  |  |  |                              |                              |                              |                              |                              |                              |  |  |  |  |  |  |  |  |  |  |  |  |
|  |  |  |  |  |  |  |  |  |  |  |  |                                   |                                   |                                   |                                   |                                   |                                   |  |  |  |  |  |  |  |  |  |  |                                         |                                 |                                 |                                 |                                 |                                 |  |  |  |  |  |  |  |  |  |  |                              |                              |                              |                              |                              |                              |  |  |  |  |  |  |  |  |  |  |  |  |
|  |  |  |  |  |  |  |  |  |  |  |  |                                   |                                   |                                   |                                   |                                   |                                   |  |  |  |  |  |  |  |  |  |  | Athlétic Club Arlésien (1912-2009)      |                                 |                                 |                                 |                                 |                                 |  |  |  |  |  |  |  |  |  |  |                              |                              |                              |                              |                              |                              |  |  |  |  |  |  |  |  |  |  |  |  |
|  |  |  |  |  |  |  |  |  |  |  |  |                                   |                                   |                                   |                                   |                                   |                                   |  |  |  |  |  |  |  |  |  |  |                                         |                                 |                                 |                                 |                                 |                                 |  |  |  |  |  |  |  |  |  |  |                              |                              |                              |                              |                              |                              |  |  |  |  |  |  |  |  |  |  |  |  |
|  |  |  |  |  |  |  |  |  |  |  |  |                                   |                                   |                                   |                                   |                                   |                                   |  |  |  |  |  |  |  |  |  |  | Athlétic Club Arles-Avignon (2009-2016) |                                 |                                 |                                 |                                 |                                 |  |  |  |  |  |  |  |  |  |  |                              |                              |                              |                              |                              |                              |  |  |  |  |  |  |  |  |  |  |  |  |
|  |  |  |  |  |  |  |  |  |  |  |  |                                   |                                   |                                   |                                   |                                   |                                   |  |  |  |  |  |  |  |  |  |  |                                         |                                 |                                 |                                 |                                 |                                 |  |  |  |  |  |  |  |  |  |  |                              |                              |                              |                              |                              |                              |  |  |  |  |  |  |  |  |  |  |  |  |
|  |  |  |  |  |  |  |  |  |  |  |  |                                   |                                   |                                   |                                   |                                   |                                   |  |  |  |  |  |  |  |  |  |  | Athlétic Club Arlésien (2016)           |                                 |                                 |                                 |                                 |                                 |  |  |  |  |  |  |  |  |  |  |                              |                              |                              |                              |                              |                              |  |  |  |  |  |  |  |  |  |  |  |  |

### Logos
Le premier logo est celui utilisé jusqu'à l'accession du club au professionnalisme et au déménagement à Avignon pour pouvoir accéder à la Ligue 2 en juin 2009. Le logo, où apparait le slogan « La Rage de Vaincre », est celui de l'association amateur. L'autre, est celui de la société professionnelle du club.

juin 2009-2010
2010-2015
2015-2017
L'actuel logo depuis 2018

### Couleurs
Présenté le 10 novembre 2010, et donc en pleine saison, un nouveau maillot pour la saison 2010-2011 est conçu par l'équipementier Uhlsport afin de répondre à la volonté de l’ACA de porter un maillot « plus identitaire ». Ce maillot aux couleurs traditionnelles de l’ACA, à savoir azur et or, rend hommage aux deux villes unies. Si le blason du club continue d’être traditionnellement porté sur le cœur, les armoiries des deux cités apparaissent désormais largement sur chacun des flancs.
Évolution du maillot acéiste
| 2009-2010 domicile |  | 2009-2010 extérieur | 2009-2010 troisième |
| 2010-2011 domicile |  | 2010-2011 extérieur | 2010-2011 troisième |
| 2011-2012 domicile |  | 2011-2012 extérieur | 2011-2012 troisième |
| 2012-2013 domicile |  | 2012-2013 extérieur | 2012-2013 troisième |
| 2013-2014 domicile |  | 2013-2014 extérieur | 2013-2014 troisième |
| 2014-2015 domicile |  | 2014-2015 extérieur | 2014-2015 troisième |

## Palmarès
| Compétitions nationales | Compétitions régionales |
| Championnats - Championnat de France D1 - Meilleure performance : 20e en 2011 - Championnat de France amateur (D4) - Vainqueur de groupe : 2007 - Championnat de France de Division 4 (D4) - Vainqueur de groupe : 1982 - Championnat de France amateur 2 (D5) - Vainqueur de groupe : 1999 Coupes - Coupe de France - Meilleure performance : 8e de finale en 1970, 1973 et 2008 | Championnats - Championnat de Méditerranée (3) - Champion : 1957, 1964 et 1965 - Championnat du Languedoc-Roussillon (3) - Champion : 1954, 1958 et 1959 |

## Stades

### Stade Fernand-Fournier
De la création du club au 22 mai 2009, le club évoluait au stade Fernand-Fournier à Arles. Ce stade a notamment connu la montée du club en Ligue 2 lors de la saison 2008-2009. Il fut ensuite utilisé comme centre d'entraînement par l'Athlétic Club Arles-Avignon jusqu'en juillet 2011, date à laquelle la section professionnelle déménage définitivement au parc des sports d'Avignon pour y effectuer ses entrainements. Sa capacité est de 2 500 places.

### Parc des Sports (Avignon)

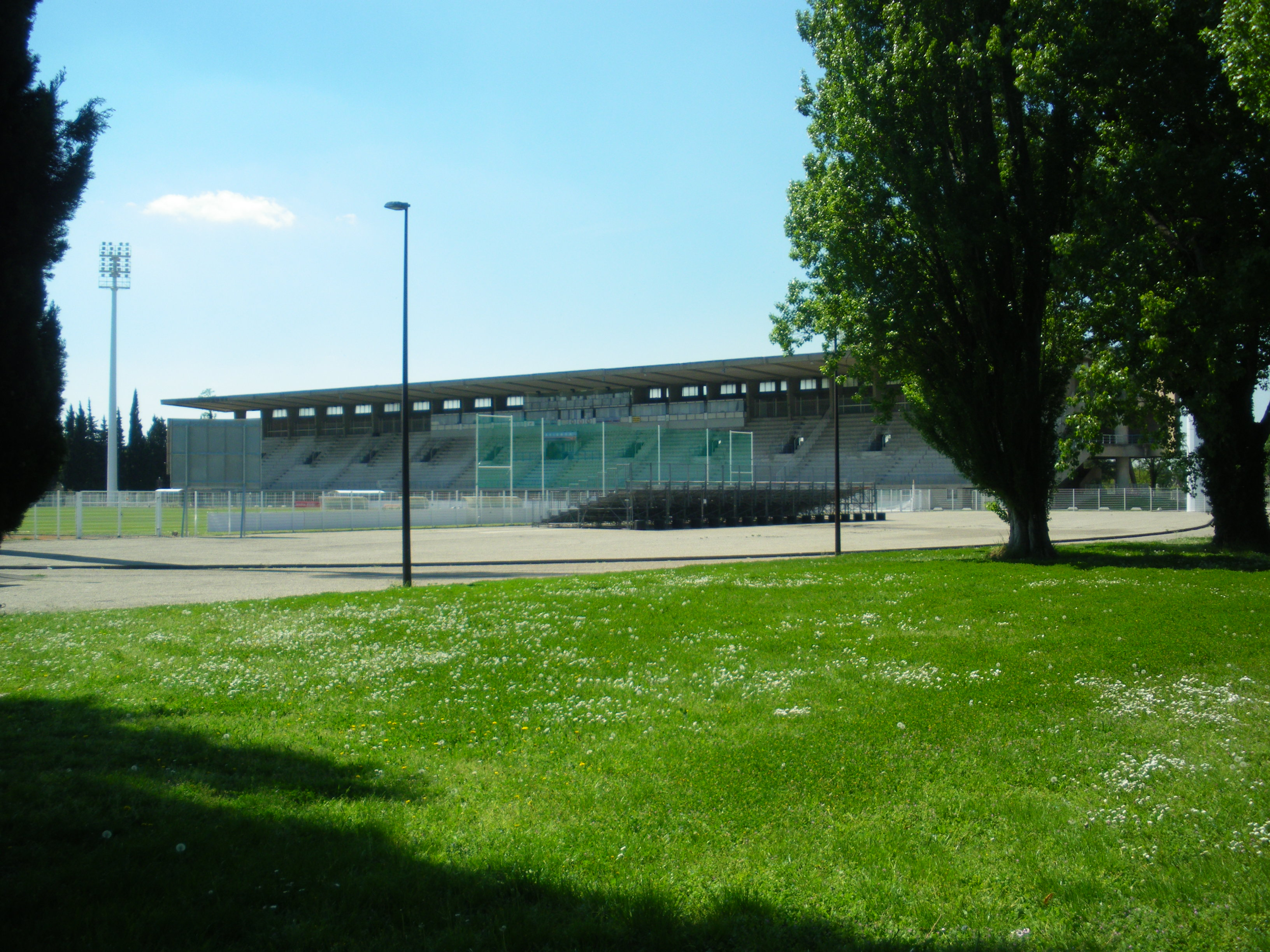
Le Parc des Sports

Le Parc des Sports est depuis la saison 2009-2010 le stade où évolue l'Athlétic Club Arles-Avignon. Le premier match officiel d'Arles-Avignon a eu lieu le 14 août 2009 face à l'Athletic club ajaccien en Ligue 2 et a vu par ailleurs la victoire des arléo-avignonnais par 2 buts à 1. Lors de la 6e journée de Ligue 1 face à l'Olympique de Marseille, le Parc des Sports connait sa meilleure affluence depuis qu'Arles-Avignon y évolue avec 15 003 spectateurs.
Le Parc des Sports est la propriété de la municipalité d'Avignon. En 2010, le stade a dû voir sa capacité doublée. À la suite de la montée du club en Ligue 1, la LFP impose quelques améliorations au niveau de l'éclairage, de la surveillance vidéo ou encore des loges. Deux nouvelles tribunes apparaissent alors, l'une côté Nord, d'une capacité de 7 386 places ainsi qu'une côté Sud, d'une capacité de 3 520 places. La capacité globale du Parc des Sports passe alors de 7 730 à 17 518 places assises.

## Aspects juridiques et économiques

### Finances
Le budget pour la saison 2008-2009 de l'AC Arles-Avignon était de 1,2 million d'euros. Ce budget, était le dix-neuvième budget de National.
Le budget pour la saison 2009-2010 de l'AC Arles-Avignon était de 5,7 millions d'euros. Ce budget, était le vingtième et dernier budget de Ligue 2.
Le budget pour la saison 2010-2011 de l'AC Arles-Avignon est de 18 millions d'euros. Ce budget, est le vingtième et dernier budget de Ligue 1, comme la saison précédente.
Le budget pour la saison 2011-2012 de l'AC Arles-Avignon était de 8 millions d'euros. Ce budget, était le dix-septième budget de Ligue 2.
Le budget pour la saison 2012-2013 de l'AC Arles-Avignon était de 7,8 millions d'euros. Ce budget, est le seizième budget de Ligue 2.
Le tableau suivant présente le résultat financier du club par saison.
Extrait du compte de résultat de l'AC Arles-Avignon en millions d'euros
| Saison    | Championnat | Produits | Produits | Produits | Produits | Produits | Produits | Charges | Charges | Rés. expl. | Mutation | Rés. net |
| Saison    | Championnat | Matchs   | Spons.   | Subv.    | TV       | Merch.   | Total    | Rémun.  | Total   | Rés. expl. | Mutation | Rés. net |
| --------- | ----------- | -------- | -------- | -------- | -------- | -------- | -------- | ------- | ------- | ---------- | -------- | -------- |
| 2009-2010 | Ligue 2     | 0,5      | 0,8      | nc       | 4,3      | nc       | 6,5      | 5,2     | 7,6     | -1,1       | 0,03     | 1,2      |
| 2010-2011 | Ligue 1     | 1,6      | 1,7      | nc       | 14,1     | nc       | 18,3     | 10,6    | 15,1    | 3,2        | -0,3     | 1,1      |
| 2011-2012 | Ligue 2     | 0,3      | 0,8      | nc       | 6,8      | nc       | 8,7      | 6,8     | 10      | -1,3       | 0,3      | 0,04     |
| 2012-2013 | Ligue 2     | 0,3      | 0,6      | nc       | 5,4      | nc       | 7,3      | 6,7     | 9,4     | -2,1       | 0,06     | -2       |
| 2013-2014 | Ligue 2     | 0,3      | 0,7      | nc       | 4,1      | nc       | 5,1      | 5,2     | 7,6     | -0,6       | 0,08     | -0,6     |

Légende : Matchs = recettes matchs avec billetterie, Spons. = sponsors et publicités, Subv. = subventions des collectivités, TV = droits audiovisuels, Merch. = merchandising, Rémun. = rémunérations du personnel, Rés. expl. = résultat d'exploitation, Mutation = résultat exceptionnel (indemnités de mutation), Rés. net = résultat net.

### Sponsors
L'Athletic Club Arles-Avignon est, depuis juin 2013, lié avec l'équipementier italien Legea.
Il succède à l'équipementier Uhlsport qui habillait le club depuis 2010. Le club était sponsorisé par Masita et par Nike en 2009. TopAnnonces était le sponsor maillot à domicile lorsque le club évoluait en National. Depuis la saison 2009-2010, les nouveaux sponsors maillots de l'Athlétic Club Arles-Avignon sont les Boulangeries Marie Blachère et CESP (Couverture énergie solaire photovoltaïque), qui lors de la saison 2010-2011 devient le partenaire principal maillot du club. Le logo de la marque apparaît sur les deux maillots (domicile et extérieur) alors que les Boulangeries Marie Blachère, eux n'apparaissent que sur les maillots extérieurs. C'est le "Groupe Nicollin" qui est le sponsor pour la saison 2011-2012.

## Bilan saison par saison en championnat

### Championnats
| Championnat                 | Saisons | Titres | J    | V   | N   | D   | Bp    | Bc    | Diff |
| --------------------------- | ------- | ------ | ---- | --- | --- | --- | ----- | ----- | ---- |
| Championnat de France       | 1       | 0      | 38   | 3   | 11  | 24  | 21    | 70    | -49  |
| Championnat de France D2    | 12      | 0      | 420  | 116 | 134 | 170 | 414   | 580   | -166 |
| Championnat de France D3    | 16      | 0      | 456  | 156 | 119 | 181 | 563   | 607   | -44  |
| National (depuis 1997)      | 2       | 0      | 76   | 31  | 24  | 21  | 89    | 73    | +16  |
| National 1 (1993-1997)      | 1       | 0      | 30   | 3   | 4   | 23  | 21    | 58    | -37  |
| Division 3 (1970-1993)      | 7       | 0      | 210  | 67  | 56  | 87  | 234   | 280   | -46  |
| CFA (1948-1970)             | 6       | 0      | 140  | 55  | 35  | 50  | 219   | 196   | +23  |
| Championnat de France D4    | 13      | 2      | 370  | 138 | 105 | 127 | 479   | 472   | +7   |
| CFA (depuis 1993)           | 4       | 1      | 136  | 48  | 35  | 53  | 157   | 203   | -46  |
| Division 4 (1978-1993)      | 9       | 1      | 234  | 90  | 70  | 74  | 322   | 269   | +53  |
| Championnat de France D5    | 7       | 1      | 260  | 117 | 68  | 75  | 388   | 302   | +86  |
| CFA 2 (depuis 1993)         | 7       | 1      | 260  | 92  | 57  | 59  | 325   | 251   | +74  |
| Ligue régionale de football | 20      | 7      | 458  | 233 | 92  | 141 | 876   | 639   | +237 |
| DH Sud-Est (1919-1976)      | 16      | 6      | 362  | 184 | 75  | 103 | 700   | 473   | +227 |
| Régional 1                  | 1       | 0      | 22   | 9   | 4   | 13  | 39    | 60    | -21  |
| DHR Méditerranée            | 4       | 1      | 90   | 44  | 15  | 35  | 159   | 137   | +22  |
| Total                       | 70      | 10     | 2018 | 767 | 531 | 728 | 2 763 | 2 701 | +62  |

### Saison par saison
Bilan sur les dernières saisons
| Saisons   | Division         | Matchs Joués | Place | Points | Victoires | Nuls | Défaites | Buts marqués | Buts encaissés | Différence |
| 2020-2021 | Régional 2       | 3            | 7     | 4      | 1         | 1    | 1        | 2            | 2              | 0          |
| 2019-2020 | Régional 2       | 16           | 11    | 12     | 4         | 2    | 10       | 22           | 31             | -9         |
| 2018-2019 | Régional 2       | 22           | 7     | 32     | 9         | 6    | 7        | 35           | 30             | +5         |
| 2017-2018 | Régional 1       | 26           | 13    | 28     | 9         | 4    | 13       | 39           | 60             | -21        |
| 2016-2017 | DHR Méditerranée | 26           | 1     | 88     | 19        | 5    | 2        | 61           | 30             | +31        |
| 2015-2016 | DHR Méditerranée | 26           | 7     | 66     | 12        | 4    | 10       | 41           | 46             | -5         |
| 2014-2015 | Ligue 2          | 38           | 20    | 30     | 7         | 9    | 22       | 31           | 59             | -28        |
| 2013-2014 | Ligue 2          | 38           | 13    | 46     | 10        | 16   | 12       | 36           | 38             | -2         |
| 2012-2013 | Ligue 2          | 38           | 11    | 46     | 10        | 16   | 12       | 36           | 48             | -12        |
| 2011-2012 | Ligue 2          | 38           | 13    | 48     | 10        | 18   | 10       | 34           | 41             | -7         |
| 2010-2011 | Ligue 1          | 38           | 20    | 20     | 3         | 11   | 24       | 21           | 70             | -49        |
| 2009-2010 | Ligue 2          | 38           | 3     | 60     | 16        | 12   | 10       | 43           | 39             | +4         |
| 2008-2009 | National         | 38           | 3     | 66     | 19        | 9    | 10       | 52           | 37             | +15        |
| 2007-2008 | National         | 38           | 8     | 51     | 12        | 15   | 11       | 37           | 36             | +1         |
| 2006-2007 | CFA Groupe B     | 34           | 1     | 96     | 18        | 8    | 8        | 53           | 35             | +18        |
| 2005-2006 | CFA 2 Groupe D   | 30           | 3     | 83     | 14        | 11   | 5        | 48           | 26             | +22        |

Bilan global

## Personnalités du club

### Entraîneurs
- 1950-1951 :  Désiré Koranyi
- 1951-1955 :  Louis Pons
- 1958-1963 :  André Baujard
- 1963-1967 :  Jacques Sucré
- 1967-1970 :  Louis Pons
- 1970-1972 :  Robert Volfin
- juillet 1972-août 1972 :  Louis Pons
- août 1972-1974 :  Armand Forchério
- 1974-1978 :  Alain Dessons
- 1979-1984 :  René Exbrayat
- 1986-1992 :  Alain Dessons
- 1989-1990 :  Marcel Domingo
- 1990 à 2002: ?
- 2002-2003 :  Philippe Debaty
- 2003-2005 :  Jean-Louis Saez
- 2005-septembre 2010 :  Michel Estevan
- Oct. 2010-novembre 2011 :  Faruk Hadžibegić
- novembre 2011-novembre 2012 :  Thierry Laurey
- novembre 2012-févr. 2013 :  Pierre Mosca
- Févr. 2013-2014 :  Franck Dumas
- juillet 2014-octobre 2014 :  Bruno Irles et Stéphane Crucet
- Oct. 2014-décembre 2014 :  Stéphane Crucet
- décembre 2014-2015 :  Victor Zvunka
- 2016-mars 2017 :  Grégory Poirier
- Mars 2017-2018 :  Carlos Ortéga
- 2018-2019 :  Adel Chedli
- 2019-janvier 2020 :  Jean-Luc Douvegheant
- janvier 2020- 2020 :  Adil El Khoudri
- 2020- juin 2023 :  Michel Estevan

### Joueurs

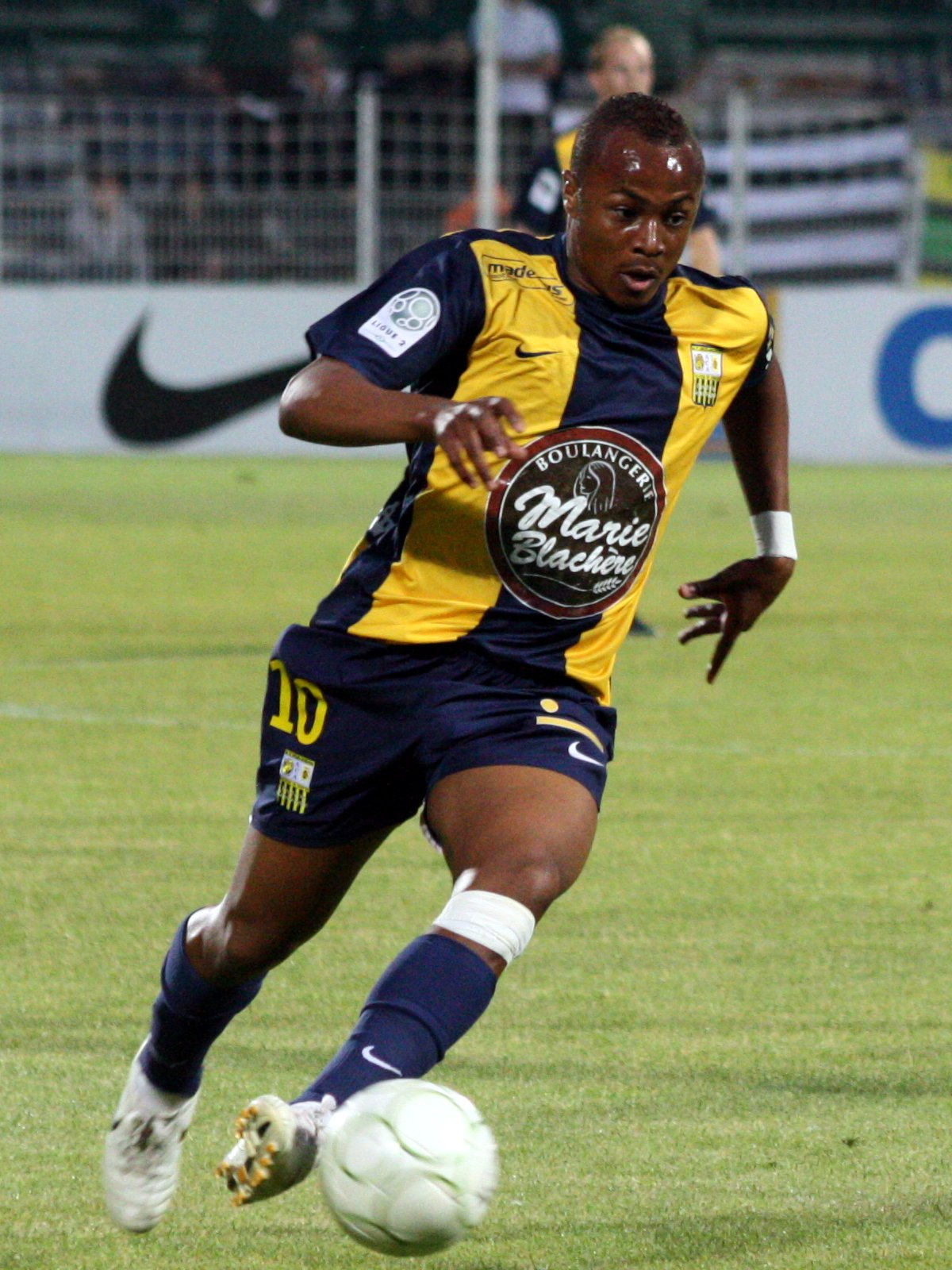
André Ayew s'est révélé sous les couleurs de l'AC Arles-Avignon en 2009-2010.

## Culture populaire

### Le derby de la Provence face à Istres
Le premier derby entre les deux clubs s'est joué en 1964 lors du quatrième tour de Coupe de France qui a vu la Section sportive istréenne se faire étriller sur le score de six buts à trois. Par la suite, les deux clubs doivent attendre près de trente ans avant de se rencontrer à nouveau dans une compétition officielle. Historiquement, les derbies de la Provence sont assez équilibrés puisqu'on constate six victoires pour les Arlésiens, quatre victoires pour les Istréens et quatre matchs nuls.
Confrontations
| Compétitions    | Dates             | Lieux                  | Domicile         | Scores | Extérieur        |
| --------------- | ----------------- | ---------------------- | ---------------- | ------ | ---------------- |
| Coupe de France | 8 septembre 1964  | Stade Audibert         | SS Istréenne     | 3 – 6  | AC Arles         |
| Coupe de France | 19 décembre 1976  | Stade Audibert         | AC Arles         | 2 – 0  | Istres Sports    |
| National        | 22 septembre 2007 | Stade Fernand-Fournier | AC Arles         | 0 – 2  | FC Istres        |
| National        | 7 mars 2008       | Stade Parsemain        | FC Istres        | 0 – 0  | AC Arles         |
| National        | 13 septembre 2008 | Stade Fernand-Fournier | AC Arles         | 1 – 3  | FC Istres        |
| National        | 28 février 2009   | Stade Parsemain        | FC Istres        | 0 – 3  | AC Arles         |
| Ligue 2         | 2 septembre 2009  | Stade Parsemain        | FC Istres        | 1 – 1  | AC Arles-Avignon |
| Ligue 2         | 5 mars 2010       | Parc des Sports        | AC Arles-Avignon | 3 – 0  | FC Istres        |
| Ligue 2         | 20 novembre 2011  | Parc des Sports        | AC Arles-Avignon | 1 – 5  | FC Istres        |
| Ligue 2         | 27 avril 2012     | Stade Parsemain        | FC Istres        | 0 – 0  | AC Arles-Avignon |
| Ligue 2         | 23 novembre 2012  | Stade Parsemain        | FC Istres        | 0 – 1  | AC Arles-Avignon |
| Ligue 2         | 19 avril 2013     | Parc des Sports        | AC Arles-Avignon | 1 – 0  | FC Istres        |
| Ligue 2         | 18 octobre 2013   | Stade Parsemain        | FC Istres        | 1 – 0  | AC Arles-Avignon |
| Ligue 2         | 21 mars 2014      | Parc des Sports        | AC Arles-Avignon | 2 – 2  | FC Istres        |

### Groupes de supporters

#### Suportaïre Arlaten
Les Suportaïre Arlaten, groupe fondé en 2007 lors de la montée du club en National, et en majeure partie composé d'Arlésiens, ne sont plus présents au stade après de vives tensions avec dirigeants du club et notamment son président, Marcel Salerno. Ainsi, une partie du groupe se contente de suivre les rencontres de l'équipe réserve qui évolue au stade Fournier à Arles et effectue des déplacements à Toulon, Istres, Martigues...

#### Kop Ultras Avignon
Le Kop Ultras Avignon (KUA) est un groupe de supporters de l'AC Arles-Avignon fondé en avril 2013 et constitué principalement de Vauclusiens et d'Avignonnais. Le nom de ce kop vient des anciens supporters du Parc des sports d'Avignon, les "Ultras Avignon" qui étaient actifs du temps de l'Olympique avignonnais (OA et OAV), aujourd'hui Avenir Club avignonnais. Il ambitionne de permettre aux Avignonnais et Vauclusiens de mieux s'identifier au club et à l'équipe qu'ils viennent voir jouer.

## Autres équipes

### Équipe réserve et sections jeunes
En 2015-2016, l'équipe réserve de l'Athletic Club Arles-Avignon évolue en Promotion Honneur A, la première division département et huitième au niveau national. Les matches de l'équipe réserve se déroulent au stade Fernand-Fournier, à Arles.
L'Athletic Club Arles-Avignon comprend nombre de formations de jeunes, des débutants aux juniors. Ces derniers ont atteint les quarts de finale de la Coupe Gambardella en 2006 face à l'Olympique lyonnais (0-2).
Eric Chelle, Marcel Domingo, Michel Estevan ou encore René Exbrayat ont été formés à l'Athlétic Club Arlésien.

### Palmarès des équipes réserve et jeunes
| Équipe réserve | Sections de jeunes                                                                       |
| - Division Honneur Méditerranée (1) - Champion : 2013 - Vice-champion : 2012 - Division Honneur Régionale (1) - Champion : 2010 - Coupe de Provence (1) - Champion : 2013 - Finaliste : 2010 | - Coupe Gambardella - Quart de finale : 2006 - Coupe Francis Pons (1) - Vainqueur : 2014 |